# Amaris
Amaris es un Grupo Internacional de Consultoría en Tecnología y Management creado en 2007. Con más de 65 oficinas en el mundo, el grupo ofrece soporte a sus clientes en todas las fases de los proyectos que desarrollan. En 2017, Amaris llegará  a los 180 millones de euros de beneficio y a los 3650 empleados en comparación con los 140 millones y 2650 empleados de 2016. Con esta evolución, el objetivo del Grupo es triplicar el número de empleados en los próximos años y convertirse en líder en consultoría independiente.

## Actividades
El grupo se presenta como una sociedad especializada en la consultoría estratégica y subcontratación.  Los ámbitos principales del Grupo son: Consultoría en Business y Management, Sistemas y Tecnología de Información, Ingeniería y Tecnologías Altas, Telecomunicaciones, Biotecnologías y Farmacéutica.  Amaris colabora con una gran cantidad de empresas y grupos en varios sectores, como energía, automoción, banca o ciencias de la vida y medio ambiente.

## Historia
El grupo Amaris fue creado en 2007. Inicialmente, Amaris era una empresa especializada en consultoría en el sector bancario pero con una fuerte cultura de expansión internacional, el Grupo ha mantenido un fuerte desarrollo durante los últimos años.
En 2012, Amaris inició un cambio estratégico mediante la adquisición de Thales Sistemas de Información Austria. La adquisición permitió expandir su alcance a 27 países y abrir sus puertas al mercado de computación en la nube. Qloudwise, el portal de Amaris que contiene los servicios cloud, fue lanzado en Austria en marzo de 2012. En ese mismo año, la empresa comenzó  un proyecto de relanzamiento que ha permitido al Grupo a reafirmarse en sus valores.
En 2013, la empresa americana Cisco nombró a Amaris ¨Managed Advances Partner¨ con la especificación ¨Infrastructure as a Service¨. En el mismo año, Amaris llevó a cabo una nueva adquisición: la subsidiaria italiana de Thales SAP anunciando en 2014, consolidando su especialización y competencias en tecnología SAP. En noviembre, Olivier Brourhant, CEO de Amaris, formó parte de la delegación de líderes de negocio que acompañó al presidente de la república francesa durante su visita oficial a Canadá.
Como muestra de su fuerte desarrollo, Amaris fue reconocido como uno de los reclutadores más fuertes de 2015 a nivel nacional establecida por el periódico Challenges, y también por el periódico Le Figaro.
En 2016, Amaris forma parte de los 100 ¨export champions¨ según la clasificación establecida por Expansion.
| Amaris Plantilla | Amaris Plantilla | Amaris Plantilla | Amaris Plantilla | Amaris Plantilla | Amaris Plantilla         | Amaris Plantilla | Amaris Plantilla | Amaris Plantilla | Amaris Plantilla | Amaris Plantilla |
| 2007             | 2008             | 2009             | 2010             | 2011             | 2012                     | 2013             | 2014             | 2015             | 2016             | 2017             |
| ---------------- | ---------------- | ---------------- | ---------------- | ---------------- | ------------------------ | ---------------- | ---------------- | ---------------- | ---------------- | ---------------- |
| 20               | 100              | 200              | 400              | 640              | 920 (con 170 en Francia) | 1120             | 1510             | 2050             | 2650             | 3650             |

| Beneficio (en miles de Euros) | Beneficio (en miles de Euros) | Beneficio (en miles de Euros) | Beneficio (en miles de Euros) | Beneficio (en miles de Euros) | Beneficio (en miles de Euros) | Beneficio (en miles de Euros) | Beneficio (en miles de Euros) | Beneficio (en miles de Euros) | Beneficio (en miles de Euros) | Beneficio (en miles de Euros) |
| 2007                          | 2008                          | 2009                          | 2010                          | 2011                          | 2012                          | 2013                          | 2014                          | 2015                          | 2016                          | 2017                          |
| ----------------------------- | ----------------------------- | ----------------------------- | ----------------------------- | ----------------------------- | ----------------------------- | ----------------------------- | ----------------------------- | ----------------------------- | ----------------------------- | ----------------------------- |
| 720                           | 6 470                         | 10 670                        | 16 830                        | 30 820                        | 49 961                        | 55 000                        | 78 000                        | 105 000                       | 140 000                       | 180 000                       |